# San Miguel Xóchitl
San Miguel Xóchitl är en ort i Mexiko.   Den ligger i kommunen Acula och delstaten Veracruz, i den sydöstra delen av landet, 400 km öster om huvudstaden Mexico City. San Miguel Xóchitl ligger 6 meter över havet och antalet invånare är 315.
Terrängen runt San Miguel Xóchitl är mycket platt. Runt San Miguel Xóchitl är det ganska glesbefolkat, med 50 invånare per kvadratkilometer. Närmaste större samhälle är Tlacotalpan, 11,0 km nordost om San Miguel Xóchitl. Trakten runt San Miguel Xóchitl består till största delen av jordbruksmark.